# Omphalotus japonicus
Omphalotus japonicus (лат.), также известный как tsukiyotake (яп. 月夜茸) или омфалот японский — вид грибов оранжевого и коричневого цвета, обитающих в Японии и Восточной Азии.
Он является членом космополитического рода Omphalotus, члены которого имеют биолюминесцентные плодовые тела, что светятся в темноте. Молекулярные исследования 2004 года показывают, что он наиболее тесно связан с кладой, состоящей из Omphalotus nidiformis (Австралия), Omphalotus olivascens (запад Северной Америки) и омфалот маслиновый (Omphalotus olearius) (Европа).
Omphalotus japonicus ядовит, его употребление приводит к острой тошноте и рвоте в течение нескольких часов. Его часто путают с съедобными грибами и иногда, по ошибке, употребляют в пищу.

## Экологияи распространение
Гриб растет на мертвых буковых деревьях и встречается в горных районах Японии, плодовые тела появляются в сентябре и октябре. Один из наиболее распространенных грибов, растущих на гниющей буковой древесине в Японии. Классифицируется как «Уязвимый», поскольку буковые леса истощаются. Он также был обнаружен в Корее, Китае и на Дальнем Востоке России.

## Биоактивные соединения
Плодовые тела содержат сесквитерпеновые соединения: иллюдин S и иллюдин М.